# عمر الشغيوي
عمر الشغيوي (تاريخ غير محدد - 1928) كان قائدًا للمقاومة الليبية وحارب ضد الاستعمار الإيطالي. أتى الشغيوي من مدينة هون الواقعة وسط ليبيا. حكمت عليه القوات الإيطالية بقيادة رودولفو غراتسياني بالإعدام وأعدم شنقًا بعد «معركة عافية».
كان متزوجًا من زهرة رمضان آغا العوجي وكان لديه ثلاثة أطفال وهم: محمد الشغيوي وحسن الشغيوي وإدريس الشغيوي.